# Obesotoma
Obesotoma é um gênero de gastrópodes pertencente a família Mangeliidae.

## Espécies
- Obesotoma cymata (Dall, 1919)
- Obesotoma gigantea (Mörch, 1869)[1]
- Obesotoma gigas (Verkrüzen, 1875)[2]
- Obesotoma hokkaidoensis (Bartsch, 1941)[3]
- Obesotoma iessoensis (Smith E. A., 1875)[4]
- Obesotoma japonica Bartsch, 1941[5]
- Obesotoma laevigata (Dall, 1871)[6]
- Obesotoma okutanii Bogdanov & Ito, 1992[7]
- Obesotoma oyashio Shikama, 1962[8]
- Obesotoma pulcherrima Bogdanov & Ito, 1992[9]
- Obesotoma robusta (Packard, 1866)[10]
- Obesotoma sachalinensis Bogdanov, 1989[11]
- Obesotoma simplex (Middendorf, 1849)[12]
- Obesotoma solida (Dall, 1887)[13]
- Obesotoma starobogatovi Bogdanov, 1990[14]
- Obesotoma tenuilirata (Dall, 1871)[15]
- Obesotoma tomiyaensis (Otuka, 1949)
- Obesotoma tumida (Posselt, 1898)[16]
- Obesotoma uchidai Habe, 1958[17]
- Obesotoma woodiana (Møller, 1842)[18]

Espécies trazidas para a sinonímia
- Obesotoma hanazakiensis Habe, 1958: sinônimo de Oenopota hanazakiensis (Habe, 1958)
- Obesotoma miona (Dall, W. H., 1919): sinônimo de Propebela miona (Dall, W. H., 1919)
- Obesotoma schantarica Middendorff, 1849:[19] sinônimo de Oenopota schantaricum (Middendorf, 1849)